# Olegário Benquerença
Olegário Manuel Bartolo Faustino Benquerença (nacido el 18 de octubre de 1969 en Batalha) es un exárbitro de fútbol portugués.
Nacido en Batalha, e hijo también de un árbitro de fútbol, Benquerença tiene su residencia habitual en Leiría, y trabaja en una multinacional aseguradora. El 25 de enero de 2004 dirigía el encuentro entre el SL Benfica y el Vitória de Guimarães cuando, y tras mostrarle una tarjeta amarilla, el futbolista húngaro del Benfica Miklos Feher se desplomó en el suelo y falleció instantes después a causa de una tromboembolia pulmonar.
Además de ser árbitro de la Liga portuguesa de fútbol, donde debutó en 1995, a lo largo de su trayectoria ha dirigido encuentros en cuanto a clubes de la Liga de Campeones de la UEFA y de la Copa de la UEFA. En su condición de árbitro internacional también ha dirigido encuentros de clasificación para la Copa Mundial de Fútbol de 2006, Eurocopa 2008 y Copa Mundial de Fútbol de 2010.
Después de dirigir el encuentro de la Liga de Campeones de la UEFA 2009-10 entre el Inter de Milán y el F. C. Barcelona, disputado el 20 de abril de 2010, recibió críticas desde varios medios debido al arbitraje realizado, siendo acusado por algunos integrantes del club español de favorecer al equipo italiano. Algunos medios de comunicación catalanes señalaron incluso que Benquerença era amigo personal del entrenador del Inter, José Mourinho, y que habían sido socios como propietarios de un restaurante en Leiría, informaciones de las que se hicieron eco otros medios de comunicación.
En 2009 fue preseleccionado entre los colegiados que podrían arbitrar encuentros de la fase final de la Copa del Mundo de Sudáfrica en 2010, y en febrero de 2010 fue confirmado como uno de los 30 que dirigieron la competición, celebrada entre el 11 de junio y el 11 de julio de ese año. Benquerença dirigió tres partidos del campeonato, dos de la fase de grupos y uno de cuartos de final.